# Eddie Clarke
Edward Allan Clarke (Twickenham, Londres, 5 de octubre de 1950-Londres, 10 de enero de 2018), más conocido como Fast Eddie Clarke, fue un guitarrista británico, conocido por formar parte de las bandas Motörhead y Fastway.
Mientras arreglaba una casa flotante, Clarke conoció a Phil Taylor, baterista de Motörhead. Taylor presentó a Clarke a Lemmy Kilmister, bajista y vocalista de la banda, quien lo aceptó en el seno del grupo. Con este grupo, Clarke realizó sus grabaciones más famosas, como Overkill, Ace of Spades, Bomber, No Sleep 'til Hammersmith e Iron Fist. El trío Lemmy - Clarke - Taylor está considerado como la alineación clásica de Motörhead.
Clarke dejó Motörhead en 1982, durante una gira por los Estados Unidos debido a las discusiones con Lemmy. El guitarrista no estaba contento con el disco Iron Fist, y fue reemplazado por el exmiembro de Thin Lizzy, Brian Robertson.
Después de salir de Motörhead, Clarke comenzó un nuevo proyecto llamado Fastway, nombre derivado de su apodo ("Fast" Eddie Clarke) y del nombre del bajista de UFO, Pete Way, con quien decidió formar el grupo. Después de algunos ensayos con el batería de The Clash, Topper Headon, se contrató a Jerry Shirley (ex Humble Pie) y al vocalista Dave King. Sin embargo, Pete Way dejó el grupo para tocar con Ozzy Osbourne justo antes de que Fastway firmara con el sello CBS Records, pero el proyecto siguió adelante. Después de dos discos, Dave King decidió dejar la formación, y después de otro trabajo en 1986, la banda se separó, pero Clarke se unió a Lea Hart para grabar otro disco con el nombre de Fastway.
Falleció en enero de 2018 debido a una neumonía.

## Discografía

### Álbumes
- 1974 Curtis Knight and Zeus -The Second Coming
- 1974 Curtis Knight and Zeus - Sea Of Time
- 1983 Fastway - Fastway
- 1984 Fastway - All Fired Up
- 1986 Fastway - Waiting For The Roar
- 1986 Fastway - Trick Or Treat (soundtrack album)
- 1988 On Target - On Target
- 1990 On Target - 1990
- 1992 On Target - On Target / Bad, Bad Girls
- 1993 The Muggers - The Muggers Tapes
- 1993 Solo album - It Ain’t Over Till It’s Over
- 2003 Motörhead - Live at Brixton Academy (Motörhead album)
- 2007 Fast Eddie Clarke Anthology
- 2014 Make my Day -Back to Blues- Featuring Bill Sharpe

### Singles
- 1974 Curtis Knight and Zeus - "Devil Made Me Do It" / "Oh Rainbow"
- 1974 Curtis Knight and Zeus - "People, Places and Things" / "Mysterious Lady"
- 1983 Fastway - "Easy Livin’" / "Say What You Will"
- 1983 Fastway - "Easy Livin’" / "Say What You Will" / "Far, Far From Home"

### Colaboraciones
- 1994 J.B.O. BLASTphemie - en "Greetings from Fast Eddie Clarke"
- 2000 Necropolis End Of The Line - solo en "A Taste For Killing"
- 2003 Chinchilla Madtropolis - solo en "When The Sand Darkens The Sun"
- 2005 Masque Look Out - solo en "I've Had Enough Of The Funny Stuff"

### Motörhead
- Motörhead - septiembre de 1977
- Overkill - marzo de 1979
- Bomber - octubre de 1979
- Ace of Spades - noviembre de 1980
- No Sleep 'til Hammersmith (en vivo) - junio de 1981
- Iron Fist - abril de 1982
- BBC Live & In-Session - septiembre de 2005